# شيلبي مارتينيز
شيلبي مارتينيز (بالإسبانية: Shelby Martínez)‏ (30 ديسمبر 1996 بمدينة مكسيكو في المكسيك - ) هو لاعب كرة قدم مكسيكي في مركز الوسط.

## وصلات خارجية
- شيلبي مارتينيز على موقع قاعدة بيانات كرة القدم.إي يو (الإنجليزية)
- شيلبي مارتينيز على موقع Soccerway.com (الإنجليزية)